# Dagoll Dagom
Dagoll Dagom es una compañía española de teatro especializada en musicales fundada en 1974 por el director y poeta Joan Ollé. Está especializada en el género de la comedia musical, a la que ha aportado obras como Antaviana o Mar i Cel. Actualmente está dirigida por Joan Lluís Bozzo, Anna Rosa Cisquella y Miquel Periel.

## Orígenes
La compañía tiene sus orígenes en unos estudiantes de la Universidad de Barcelona aficionados al teatro, que formaron un grupo inicialmente denominado NGTU (Nuevo Grupo de Teatro Universitario). En 1974, y ya con el nombre de Dagoll Dagom, estrenaron su primera obra, Yo era un tonto y lo que he visto me ha hecho dos tontos, inspirada en un poema de Rafael Alberti del mismo título. El primer director de Dagoll Dagom es el director de escena Joan Ollé.

## Desarrollo artístico
En 1975, año de la muerte de Franco, fueron una de las primeras compañías en estrenar en catalán. Fue con motivo de la obra Nocturn per a acordió, del poeta Joan Salvat Papasseït.
1977 fue un año muy importante para la compañía, por tres motivos. Primero, porque tuvieron la oportunidad de hacer su primera gira por diversas ciudades de España, con motivo de su tercera obra No hablaré en clase. Segundo, porque abandonó la compañía Joan Ollé, el fundador y primer director. Y tercero porque el resto de los componentes, con los actores Joan Lluís Bozzo, Anna Rosa Cisquella y Miquel Periel a la cabeza, tomaron las riendas de la compañía y se plantearon seriamente la posibilidad de dar un giro al estilo del grupo y dedicarse profesionalmente al teatro. En No hablaré en clase participó, como miembro de la compañía, Pepe Rubianes, un viejo amigo de Dagoll, que había formado parte del grupo NGTU, antecesor de Dagoll Dagom. Rubianes también participaría en Antaviana, en 1978.

## 1978:Antaviana, el musical que marcó a la compañía
El primer gran éxito de Dagoll Dagom fue Antaviana, estrenada en 1978. Era el primer montaje musical, y tuvo un gran éxito en un momento en que hacía muchos años que el musical estaba desaparecido de los escenarios catalanes. El éxito fue tal que el grupo fue reclamado para hacer una gira por toda España, y diversas actuaciones en Francia, Italia y Suiza.
Antaviana no sólo revolucionó el género musical en el teatro, como indican los expertos, sino que marcó para siempre al grupo que, desde entonces, se ha especializado en la comedia musical. 11 de sus 17 obras estrenadas hasta 2005 son comedias musicales, un género popular y para todos los públicos que, como reconoce la propia compañía, huye del estilo minoritario y exclusivista de otras formaciones. A su vez, la compañía siempre se ha propuesto que sus obras transmitan un mensaje progresista y solidario, como siempre dice.
En 1985 Antaviana fue repuesta por segunda vez, ante el reclamo del público, y Dagoll Dagom la llevó a escenarios de Argentina y Venezuela.
Antes, entre 1978 y 1985, habían estrenado dos obras, Nit de Sant Joan y Glups, que también fueron un éxito de público, especialmente la segunda, de 1983, que se basaba en las historietas de Gérard Lauzier.
En 1986, siendo ya una compañía plenamente consolidada, se unieron a otras dos compañías catalanas, Tricicle y Anexa, para fundar la productora 3xtr3s (tres por tres). La nueva empresa, además de producir espectáculos de las tres compañías y otros grupos, se adjudicó la gestión del Teatro Victoria, de Barcelona. La primera obra que produjo 3xtr3s en el Teatro Victoria fue La botiga dels horrors (La tienda de los horrores), de Howard Ashman, que fue un impresionante éxito de público.
Paralelamente, Dagoll Dagom estrenó dos nuevas obras en los dos años posteriores, El Mikado (1986) y Quarteto da cinque (1987).

## 1988:Mar i Cel, la gran obra de Dagoll Dagom
Pese a que el éxito de Antaviana era difícil de superar, Dagoll Dagom la superó justo diez años después, en 1988 con la superproducción Mar i Cel, considerada por muchos críticos como el mejor espectáculo musical del teatro catalán y español de los últimos años.
El musical fue traducido al castellano y estrenado en Madrid en 1989. Posteriormente la compañía hizo una gira por toda España y diversos países.
Mar i Cel recibió, entre otras distinciones, el Premio de la Asociación de Actores y Directores de Cataluña al mejor espectáculo de la temporada 1988/89.
Después de la resaca posterior al éxito de Mar i Cel, Dagoll Dagom dedicó los años 1990 a experimentar con nuevos proyectos, sin perder nunca el tono de la comedia y el musical, sellos de su personalidad. La compañía estrenó diversas obras, siguió produciendo espectáculos mediante la sociedad 3xtr3s, y se internó en el campo de la televisión, estrenando la telecomedia Oh! Europa, para TV3. 
La buena aceptación del público permitió que TV3 les confiara nuevas telecomedias de éxito como Oh! Espanya o Psico-Xpress.
En 2004, Dagoll Dagom quiso celebrar el 30 aniversario de la compañía reponiendo su obra de mayor éxito, Mar i Cel, que se pudo ver con gran éxito en el Teatro Victoria de Barcelona, con la cantante Elena Gadel en el papel protagonista, y que en octubre de 2006 abrió en el Teatro Gran Vía de Madrid, con su versión en castellano, con Carlos Gramaje volviendo a hacer de Said, y con Julia Möller (conocida por su papel de Cosette en Los Miserables en Londres) en el papel de Blanca y Víctor Ullate Roche en el de Osmán.

## Obras
- 1974 Yo era un tonto y lo que he visto me ha hecho dos tontos
- 1975 Nocturn per a acordió
- 1977 No hablaré en clase
- 1978 Antaviana
- 1981 Nit de Sant Joan
- 1983 Glups!!
- 1985 Antaviana (Reposición)
- 1986 El Mikado
- 1987 Quarteto da cinque
- 1988 Mar i Cel
- 1992 Flor de nit
- 1993 Historietes
- 1995 T'odio amor meu
- 1997 Pigmalió
- 1997 Els Pirates
- 2000 Cacao
- 2002 Poe
- 2003 La Perritxola
- 2004 Mar i Cel (Reposición)
- 2005 El Mikado (Reposición)
- 2007 Boscos Endins
- 2008 Aloma
- 2010 Nit de Sant Joan (Reposición)
- 2011 Cop de Rock
- 2012 La Familia Irreal, el musical
- 2013 Súper 3, el musical
- 2014 Mar i cel (Reposición)
- 2016 El curiós incident del gos a mitjanit
- 2016 Scaramouche
- 2018 Maremar
- 2019 La Tendresa
- 2020 T'estimo si he begut
- 2021 Bye bye monstre
- 2023 L'alegria que passa
- 2024 Mar i Cel (Reposición)

## Series de televisión
- 1993 Oh! Europa (TV3)
- 1996 Oh! Espanya (TV3)
- 1999 La memòria dels Cargols (TV3)
- 2001 Psico-Express (TV3)
- 2010 La Sagrada familia (TV3)

## Principales premios obtenidos
- 1992 Premio de la Crítica al mejor espectáculo musical.
- 1994 Premio Nacional de las Artes Escénicas.
- 1995 Premio de Honor de la Fundació Jaume I.
- 1996 Creu de Sant Jordi de la Generalidad de Cataluña.
- 1998, 2002, 2006 Premio Max de la SGAE al mejor espectáculo musical.